# Hijos de Israel
Los Hijos de Israel (en hebreo בני ישראל Bēnī Yisrāʾēl) es el término bíblico para denominar a los israelitas. Es también un modo alternativo para referirse a los hebreos. Los Hijos de Israel son también conocidos como las Doce Tribus de Israel.
La diferencia entre comparar las 12 tribus de Israel con los 12 hijos de Jacob (Israel) es que un hijo, Leví no se cuenta entre las tribus ya que los Levitas (sacerdotes) no tuvieron tierras en el reparto de Canaán. El problema se resuelve ya que la tribu de José se divide entre sus dos hijos: Efraín y Manasés.
La expresión Hijos de Israel hace referencia a los descendientes del patriarca bíblico Jacob, nieto de Abraham, quien, después de haber luchado toda la noche contra un ser misterioso para que le bendijese, pues tenía temor en el encuentro con su hermano Esaú, y vencerlo, provocó la admiración del mensajero divino, quien le bendijo y le cambió su nombre por el de Yisra'el (Génesis, 32:28-30).